# Frostjahrmärkte auf der Themse

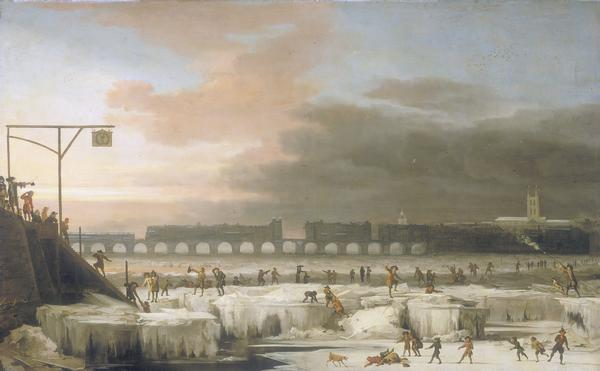
Die zugefrorene Themse im Jahr 1677

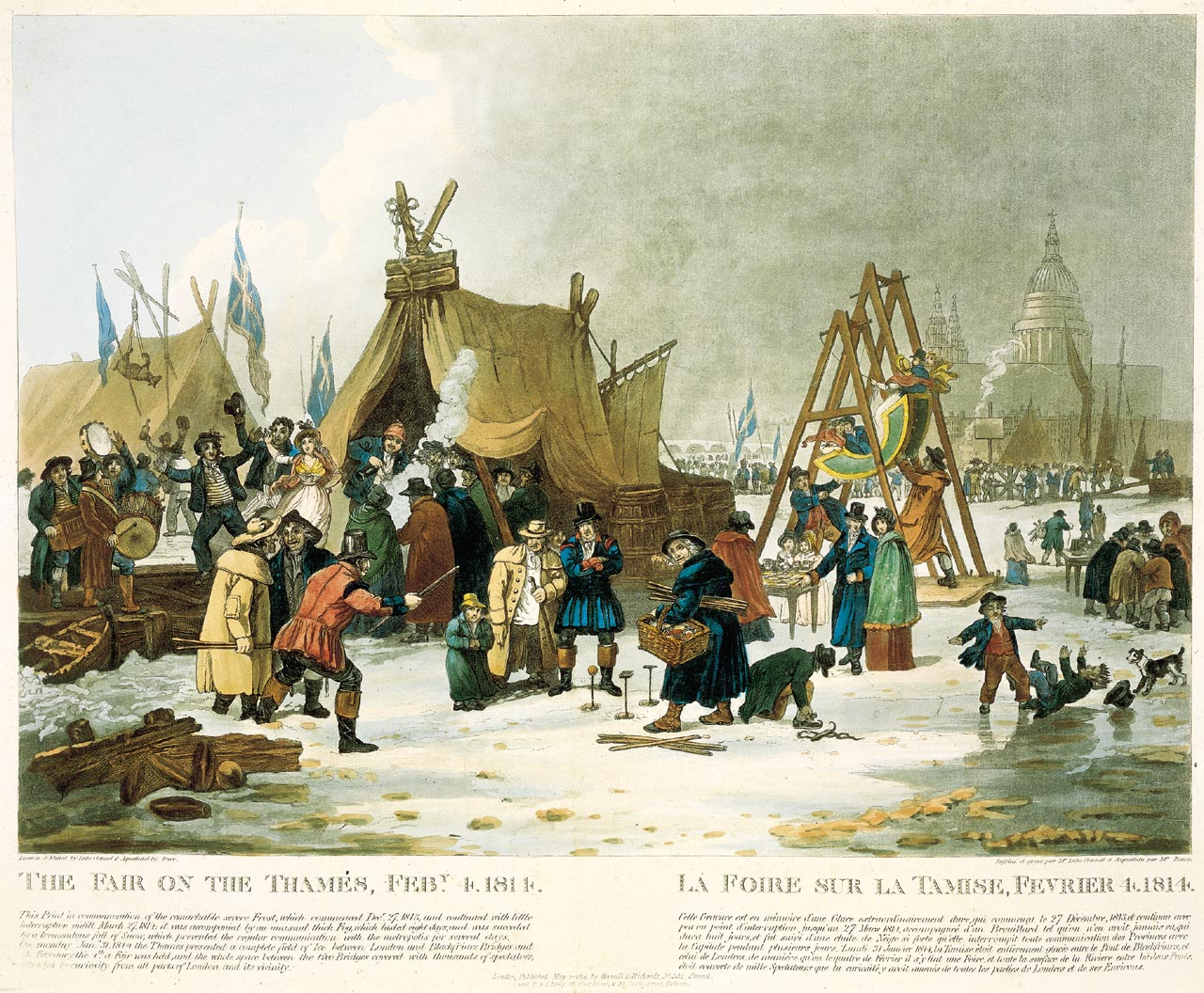
Der Frostjahrmarkt im Winter 1814

Während der Kleinen Eiszeit, als das Klima in Großbritannien etwas kühler war als heute und die London Bridge die Fließgeschwindigkeit der Themse noch nicht erhöht hatte, fror sie im Winter manchmal zu. In London fanden dann auf dem Fluss oft Jahrmärkte statt, die sogenannten Frostjahrmärkte (engl. frost fairs).
Der älteste Bericht über das Zufrieren der Themse stammt aus dem Jahr 250 n. Chr. von einem römischen Chronisten, als der Fluss neun Wochen lang von einer dicken Eisschicht bedeckt war. Auch für die Mittelalterliche Warmzeit gibt es solche Berichte, etwa für 998, 1061, 1063 und 1092. Im Jahr 923 war der Fluss für 13 Wochen für den Warentransport mit Karren freigegeben, 1410 14 Wochen lang. Die Zeit vom 14. bis zum frühen 19. Jahrhundert wird aufgrund des kühleren Klimas und der strengen Winter auch als kleine Eiszeit bezeichnet. Wenn das Eis dick genug war und lange genug stabil blieb, veranstalteten die Einwohner Londons auf dem Fluss in manchen Jahren Jahrmärkte.
König Heinrich VIII. soll im Winter 1536 per Schlitten vom Stadtzentrum auf der Themse bis nach Greenwich gefahren sein, und Königin Elisabeth I. unternahm im Winter 1564 einen Spaziergang auf dem Eis. Der erste Frostjahrmarkt fand erst 1608 statt, der berühmteste dieser Märkte auf dem Eis im Winter 1683/84. John Evelyn beschrieb ihn wie folgt:

“Coaches plied from Westminster to the Temple, and from several other stairs too and fro, as in the streets, sleds, sliding with skates, bull-baiting, horse and coach races, puppet plays and interludes, cooks, tippling and other lewd places, so that it seemed to be a bacchanalian triumph, or carnival on the water.”

„Kutschen bahnten sich ihren Weg von Westminster zum Temple und von zahlreichen anderen Treppen hin und zurück, wie in den Straßen; Schlittenfahren, Eislaufen, Bullenhetzen, Pferde- und Kutschenrennen, Puppentheater und Zwischenspiele, Köche, Besäufnisse und andere lasterhafte Orte; es schien ein bacchanalischer Triumph zu sein, ein Karneval auf dem Wasser.“

Ein Drucker namens Croom verkaufte für sechs Pence Souvenirkarten; auf diesen standen der Name des Kunden, das Datum und die Tatsache, dass die Karte auf der Themse gekauft worden war. Es hieß, er habe damit pro Tag fünf Pfund verdient, zehn Mal so viel wie ein durchschnittlicher Arbeiter in der Woche. Sogar König Karl II. soll eine Karte gekauft haben.
Allerdings waren die Frostjahrmärkte oft nur von kurzer Dauer. Kaum hatten sie begonnen, besserte sich das Wetter, und die Leute mussten sich vom schmelzenden Eis zurückziehen. Plötzlich auftretendes Tauwetter verursachte Todesopfer und Sachschäden. Im Januar 1789 ließ schmelzendes Eis ein vor Anker liegendes Schiff in einen Pub am Flussufer krachen, woraufhin das Gebäude zusammenstürzte und fünf Gäste ums Leben kamen.
Zwischen dem frühen 15. und dem frühen 19. Jahrhundert gab es insgesamt 23 Winter, in denen die Themse in London zufror: 1408, 1435, 1506, 1514, 1537, 1565, 1595, 1608, 1621, 1635, 1649, 1655, 1663, 1666, 1677, 1684, 1695, 1709, 1716, 1740, 1776, 1795 und 1814.
Neben kalten Wintern war die Fließgeschwindigkeit der Themse entscheidende Voraussetzung für das Zufrieren. Bis in das 19. Jahrhundert war die Themse wesentlich breiter und seichter als heute, was eine bedeutend geringere Fließgeschwindigkeit zur Folge hatte. Darüber hinaus ruhte die London Bridge, auf der auch Häuser standen, auf zahlreichen eng beieinander stehenden Pfeilern, was wie eine Art Damm wirkte.
Der letzte Frostjahrmarkt begann am 1. Februar 1814 und dauerte vier Tage. Ein Elefant wurde unterhalb der Blackfriars Bridge über den Fluss geführt, und ein Drucker namens Davis gab ein Buch mit dem Titel Frostiania heraus. In den folgenden Jahren wurde das Klima milder. Auch wurde die alte London Bridge 1831 durch einen Neubau ersetzt und die Themse wurde in mehreren Etappen in ein engeres Flussbett gezwängt, so dass das Wasser schneller floss und das Zufrieren des Flusses unwahrscheinlich wurde.